# Heinrich Wöhlk
Heinrich Wöhlk (* 9. April 1913 in Kiel; † 23. Dezember 1991 in Schönkirchen) war ein deutscher Hersteller von Kontaktlinsen.

## Leben
Heinrich Wöhlk war schon als Kind sehr stark weitsichtig und musste eine Brille mit + 9,0 Dioptrien tragen. Während seiner Schulzeit und vor allem in seiner Tätigkeit als Konstrukteur bei der Kieler Firma Anschütz störte ihn die schwere Brille. Deswegen ließ er sich 1936 in der Augenklinik Skleralschalen aus Glas anpassen. Eine dieser Skleralschalen der Firma Carl Zeiss Jena wurde Wöhlk ins Auge eingesetzt. Sie musste aber schon nach kurzer Zeit entfernt werden, da sie Schmerzen verursachte und das Sehvermögen schlechter wurde. Trotzdem war diese Erfahrung der Anstoß für Wöhlk, sich über einen Brillenersatz Gedanken zu machen.
Eine der Problemlösungen hieß Plexiglas, ein neuer glasklarer Kunststoff, der sich gut bearbeiten ließ. Heinrich Wöhlk hatte bei der Firma Anschütz erste Erfahrungen mit Plexiglas sammeln können. Von seinem Vorgesetzten erhielt er die Erlaubnis, Reststücke für seine Versuche mit nach Hause zu nehmen. In den Jahren 1938 und 1939 experimentierte er mit Hilfe von Holzmodellen, Gipsformen und Wachsabdrücken an Skleralschalen aus Plexiglas. Im Jahre 1940 gelang es ihm zum ersten Male eine Skleralschale aus Plexiglas herzustellen, die er sich ins Auge setzen konnte. Wöhlk setzte sich seine erste selbst produzierte Skleralschale ins Auge und war vom Tragekomfort begeistert. Zwar konnte er, weil die Optik fehlte, überhaupt nichts sehen, aber fünf Stunden Tragezeit ohne Probleme waren eine kleine Sensation.
Von 1942 bis 1945 kämpfte Wöhlk im Zweiten Weltkrieg. Nach dem Ende des Krieges wurde er arbeitslos und setzte seine Versuche fort. 1946 fertigte Wöhlk unter Anleitung des Direktors der Kieler Augenklinik, Professor Meesmann, Wachsabdrücke von 70 verschiedenen Augen und verwendete sie als Standardformen. Er stellte mehrere Skleralschalenrohlinge her, in die bei Bedarf die entsprechende Optik eingeschliffen wurde. Die ersten Skleralschalen wurden verkauft, die meisten Schalen kamen aber wegen Unverträglichkeit zurück.
Auch seine Idee, die Skleralschalenrohlinge mit einer auswechselbaren Optik zu versehen, brachte nicht den gewünschten Erfolg, bildete aber die Grundlage für die Kontaktlinsen.

## Firmengeschichte
1947 stellte Heinrich Wöhlk den ersten freien Mitarbeiter ein, machte Werbung für seine Skleralschalen und meldete im April 1948 sein erstes Gewerbe unter dem Namen Herstellung von Haftgläsern an. Jedoch kamen weiterhin die meisten verkauften Schalen zurück. Wöhlk meldete daraufhin das Gewerbe wieder ab.
Mehr aus Verzweiflung denn aus Überzeugung setzte Heinrich Wöhlk sich eines Tages das bearbeitete optische Teil der Skleralschale ins Auge. Es hatte einen Durchmesser von 12 mm und war im Randbereich verrundet. Auf Anhieb konnte er diese Linse den ganzen Tag tragen und gut sehen. Er nannte seine Erfindung Contactlinse.
1949 eröffnete Heinrich Wöhlk in einer ausgebombten Wohnung in Kiel in der Rathausstraße sein erstes Ladengeschäft. Ein Student, der selbst Linsen trug, verkaufte dort das neue Produkt. 1951 wurde die neue Kontaktlinse aus Plexiglas (PMMA), die Parabolar, zur Produktionsreife entwickelt. Erneut meldete Heinrich Wöhlk ein Gewerbe an.
Die beiden freien Mitarbeiter – Walter Hahn und Heinz Hinz – wurden 1952 fest eingestellt und waren die ersten Mitarbeiter der Firma Wöhlk-Contact-Linsen. Die Parabolar wurde auf dem Markt eingeführt.
Die Produktion wurde 1953 von einer Gartenlaube in der Anschützsiedlung in das Wohnzimmer seines neuen Hauses im Scharweg verlagert. In den folgenden Jahren wurde in der Kellerwerkstatt an neuen Technologien gearbeitet und im Wohnbereich expandierte die Fertigung.
Im Jahr 1961 beschäftigte die Firma Wöhlk bereits neun Mitarbeiter und zog mit der Linsenfertigung nach Kiel in die Andreas-Gayk-Straße in das Astor-Haus. Die Werkstatt blieb im Scharweg.
Die Firma Wöhlk expandierte weiter und zog 1971 in einen Neubau in Schönkirchen, 1974 brachte Wöhlk die erste weiche Kontaktlinse, die Hydroflex, auf den Markt.
In den 1980er und 1990er Jahren wurden die verschiedensten harten und weichen Kontaktlinsen entwickelt und am Markt eingeführt. Mitte der 1990er Jahre gewannen die Austauschsysteme (Linsen, die täglich, wöchentlich oder monatlich gegen neue ersetzt werden) an Bedeutung. Ab 2000 begann auch die Firma Wöhlk den Markt mit Austauschlinsen aus eigener, hochmoderner Fertigung zu bedienen.